# Lipinia cheesmanae
Lipinia cheesmanae — вид сцинкоподібних ящірок родини сцинкових (Scincidae). Ендемік Нової Гвінеї. Вид названий на честь британської ентомологині Люсі Евелін Чізман.

## Поширення і екологія
Lipinia cheesmanae відомі за кількома зразками, зібраними в долині річки Тарітату та в горах Циклопів на півночі Західної Нової Гвінеї, а також в горах Хунштейна на території провінції Східний Сепік у Папуа Новій Гвінеї. Вони живуть у вологих тропічних лісах, на висоті від 100 до 1000 м над рівнем моря.